# Roda (suplici)

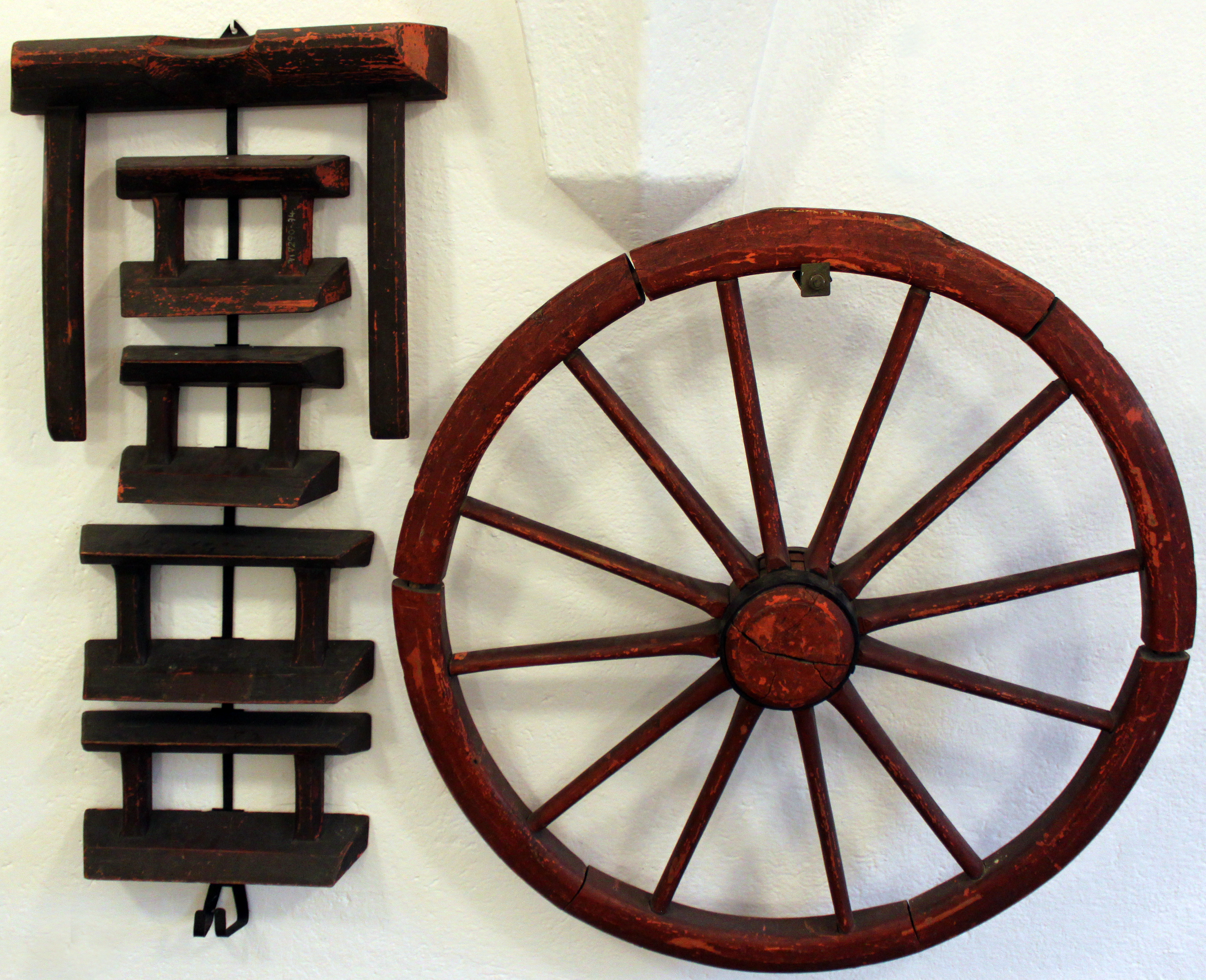
Roda,s.XVIII; Museu Märkische-Berlin

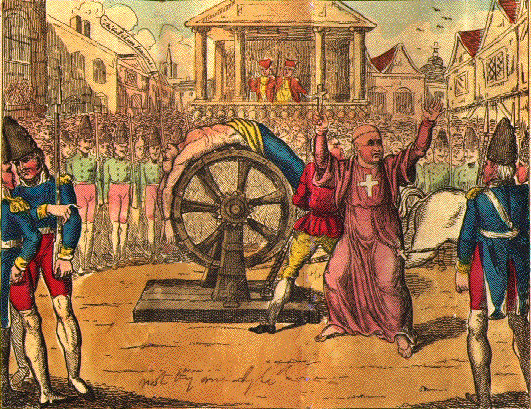
Chapbook "The Extraordinary Tragical Fate of Calas" de Voltaire, Tolosa-1762.

La roda (en anglès: Catherine wheel, per Santa Caterina) va ser un mètode de suplici i execució emprat a Europa (especialment a Suècia, Holanda, França, Itàlia, Escòcia i Alemanya) des de l'edat mitjana i durant l'època moderna fins a l'última execució registrada el 1841 a Prússia. El mètode era usat com a complement a la pena capital comuna en casos de delinqüència greu (per exemple, traïció i homicidi greus), emprant aquest element de tortura com a escarment.

## Descripció del suplici

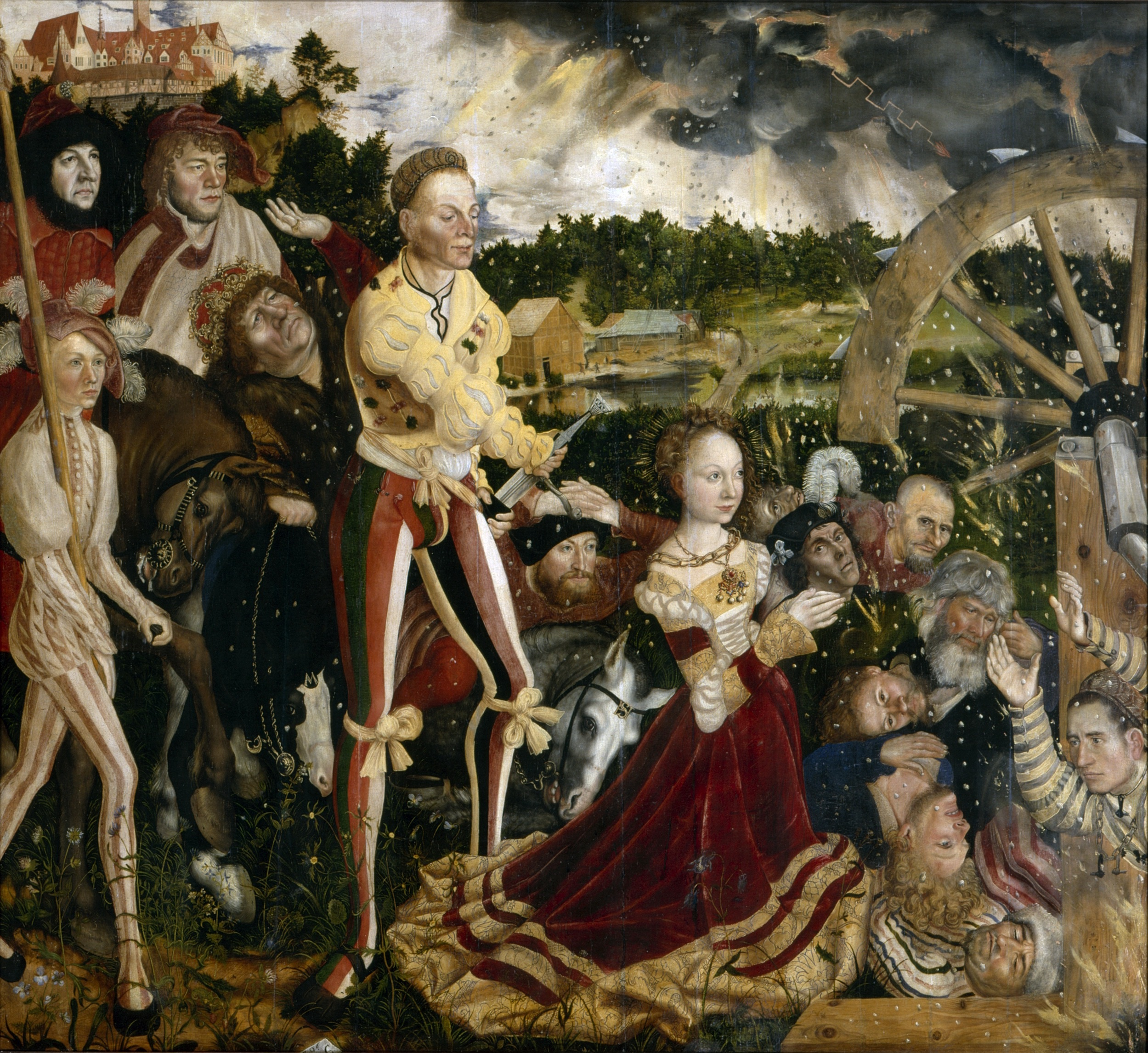
Martiri de Santa Caterina segons Lucas Cranach el Vell

La primera part de la tortura consistia a lligar fermament el reu en un banc o en una creu (per accedir amb comoditat a les extremitats), després de la qual cosa el botxí procedia a triturar, mitjançant una barra de ferro o qualsevol altre instrument, tots els ossos i articulacions del condemnat. L'operació havia de fer-se amb certa tècnica, perquè era preceptiu que el condemnat no morís per una hemorràgia interna. Per aquesta raó no se li colpejava el cap, que quedava intacte. L'objectiu era que les extremitats poguessin ser doblegades i dislocades per nombrosos llocs.
Després d'això, el reu era col·locat en una roda de carro, de manera que els turmells toquessin el cap; per a aconseguir això les cames havien de dislocar-se cap amunt, posant els braços de manera que recorreguessin tot el perímetre de la circumferència. Després d'això, s'enganxava la roda en un eix que al seu torn es clavava a terra, de manera que la roda quedés elevada i en posició horitzontal, amb el condemnat per sobre d'ella.
Tenint en compte que al reu també se li trencaven les costelles, cosa que feia que la respiració fos extremadament penosa, la condemna a «ser trencat de dalt a baix i després portat a la roda» significava una mort lenta i dolorosa que es podia perllongar durant hores, i podia arribar a durar tot un dia.

## Personatges famosos executats en la roda
- Pierre Barrière

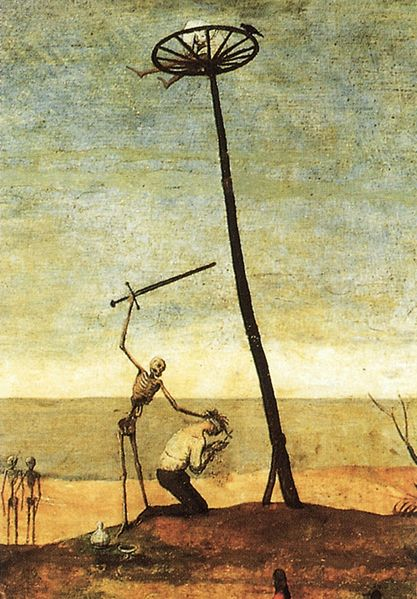
Triomf de la mort - Brueghel el vell

- Louis Dominique Bourguignon (Cartouche)
- Guy Éder de La Fontenelle
- Eppelein von Gailingen
- Frederick von Isenberg
- Alexander Kikin
- Matthias Klostermayr
- Hans Kohlhase
- Louis Mandrin
- Johann Patkul
- Peter Stumpp
- Vasile Ursu Nicola
- Francesco Arcangeli (1737)
- Gaspard de Besse
- Antoine-François Desrues
- Vincent Ogé
- Christman Gniperdoliga
- Joan Petit
- Jean Calas

## Roda Caterina (rellotge)
El nom de roda caterina donat a una roda dentada en rellotgeria, i en mecànica, genèricament, prové de la roda dentada que va ser, segons la tradició, un dels instruments del suplici de Santa Caterina d'Alexandria.

## El miracle de Santa Caterina

Símbol heràldic de la roda Caterina

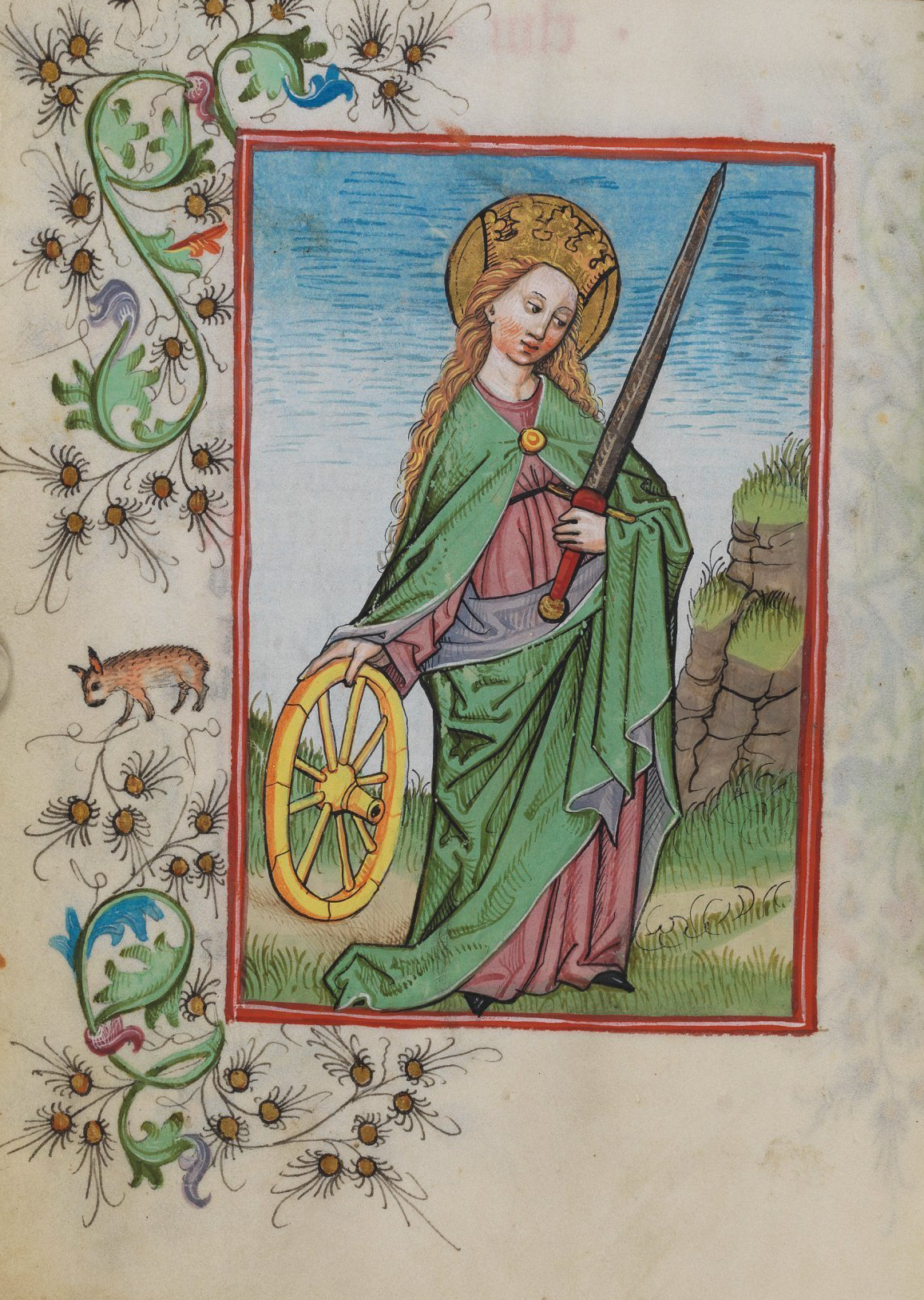
Santa Caterina d'Alexandriaamb una roda com el seu atribut

Santa Caterina fou una verge d'Alexandria del segle iv, esdevinguda màrtir cristiana, dotada tant d'agut enginy i saviesa com de fortalesa d'ànim. L'emperador Maximià va ordenar la seva execució en la roda, però quan el cos de Catalina va tocar la fusta de la roda, aquesta es va trencar segons la seva hagiografia; llavors l'emperador va ordenar la seva decapitació. Com a atribut generalment es mostra una roda al seu costat, o de vegades com una roda miniatura que porta a la mà; l'espasa que s'utilitzà a l'últim suplici també es mostra sovint.

## Roda Caterina (heràldica)

L'escut universitari del St Catherine's College, Oxford, amb quatre rodes Caterines

Escut d'Armes de Kremnica amb una roda Caterina tallada per la meitat

### Persones
- Thomas de Brantingham
- Katherine Swynford

### Organitzacions
- St Catharine's College, Cambridge
- St Catherine's College, Oxford

### Llocs
- Altena, Alemanya
- Goa, Índia, quan estava en possessió portuguesa
- Hjørring, Dinamarca, on Saint Catherine és la patrona de la ciutat.
- Kaarina, Finlàndia, fins al 2009 i la unió de Piikkiö amb Kaarina
- Kremnica, Eslovàquia
- Kuldīga, Letònia
- Molsheim, França
- Niedererbach, Alemanya
- Prien am Chiemsee, Alemanya, on Saint Catherine és la patrona de la ciutat
- Sinaai, Bèlgica
- Wachtebeke, Bèlgica

## Galeria

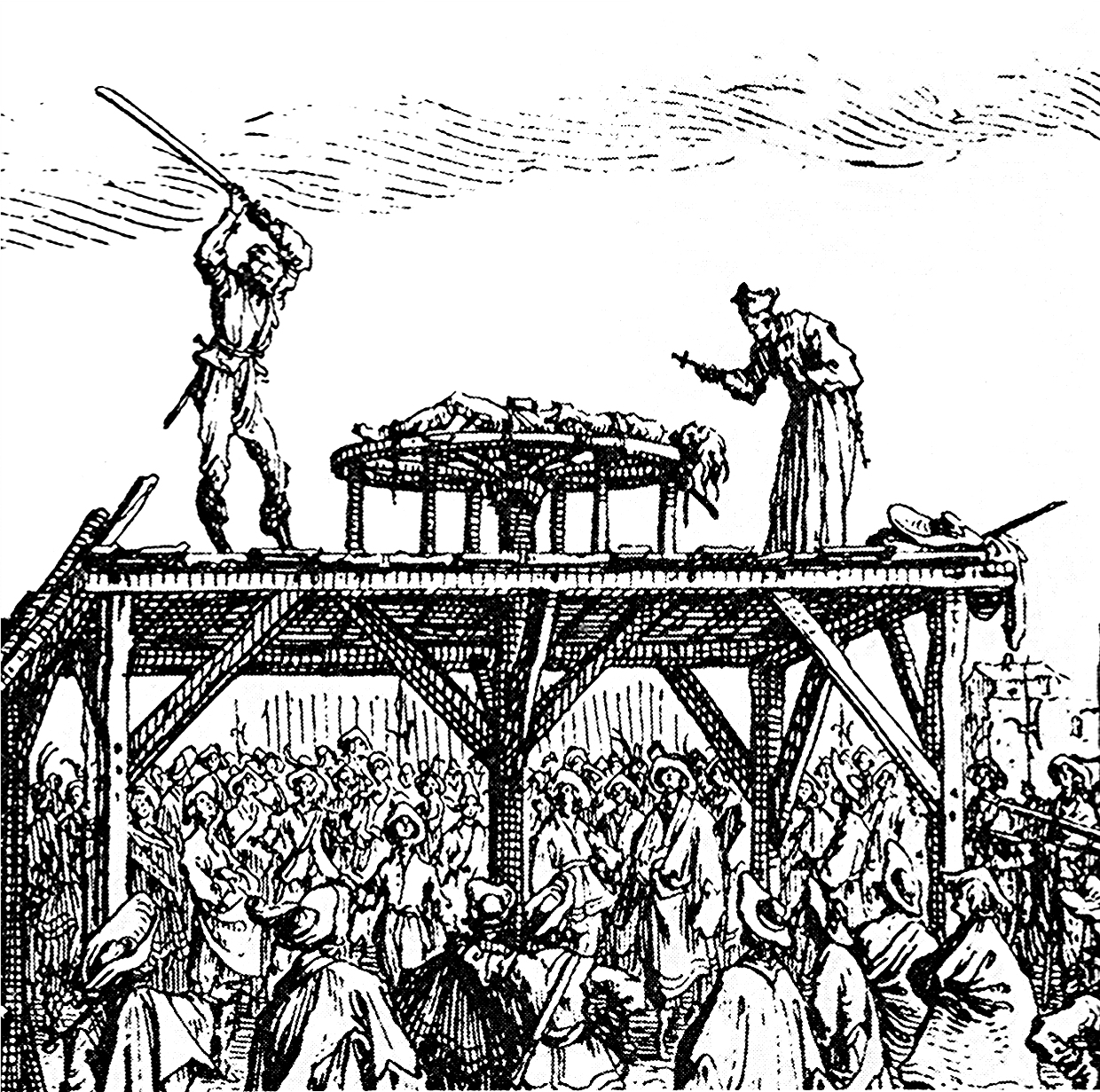
Detall del #11, Les Grandes Misères de la guerre, Jacques Callot, 1633
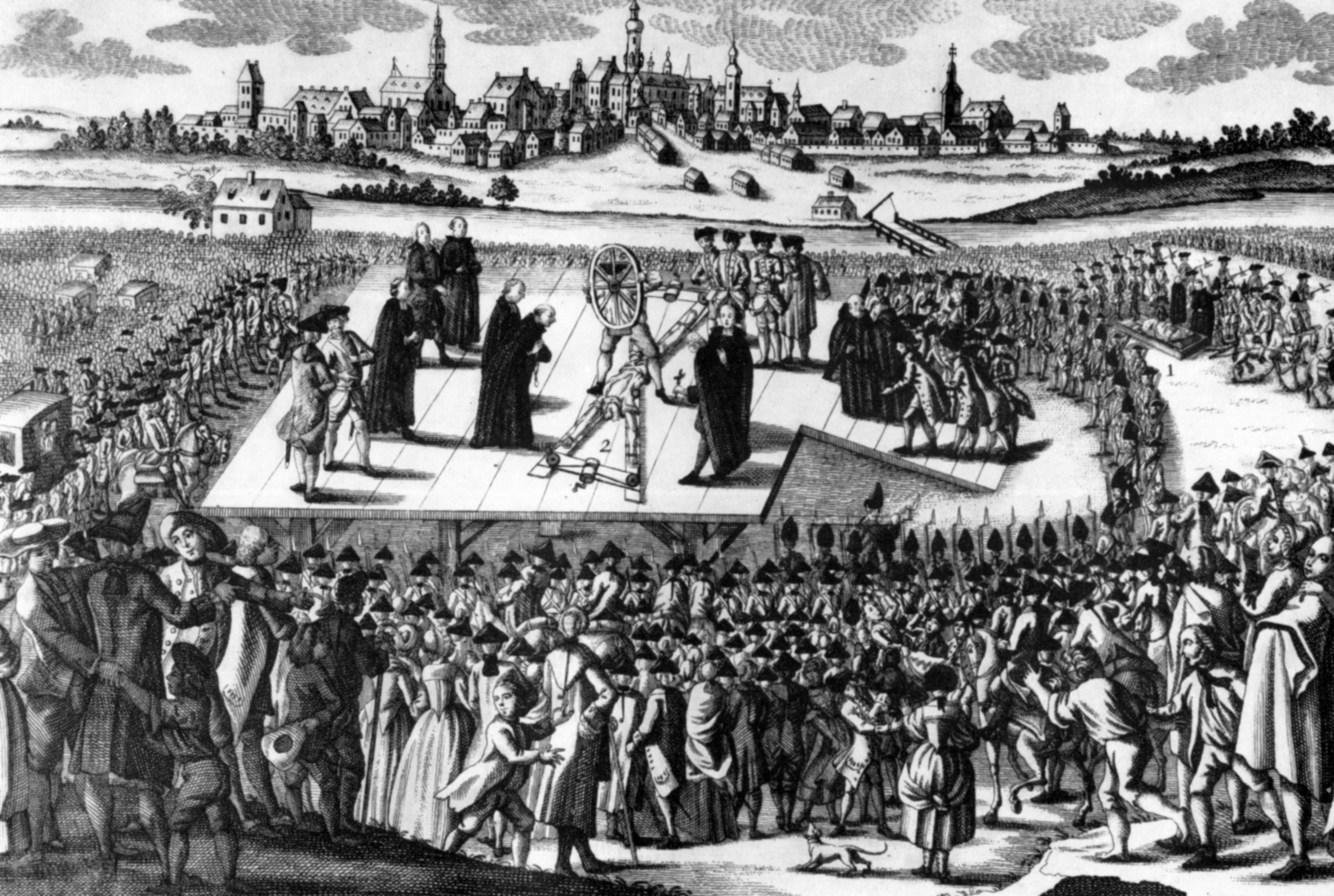
Execució de Matthias Klostermayr en 1771
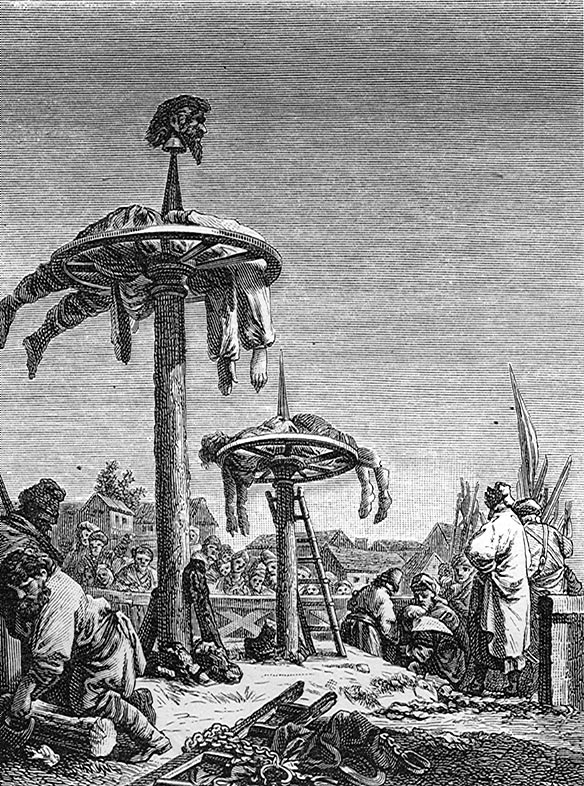
Execucions de cosacs a Lebedin. A partir del gravat del segle xviii.
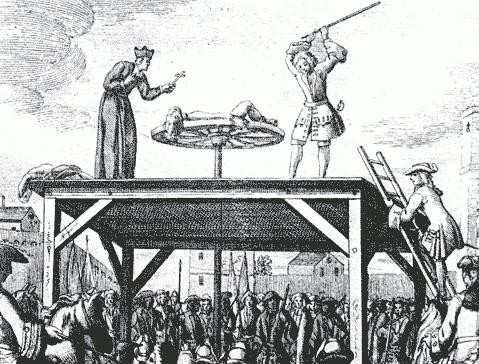
L'execució de Louis Dominique Bourguignon, 1721
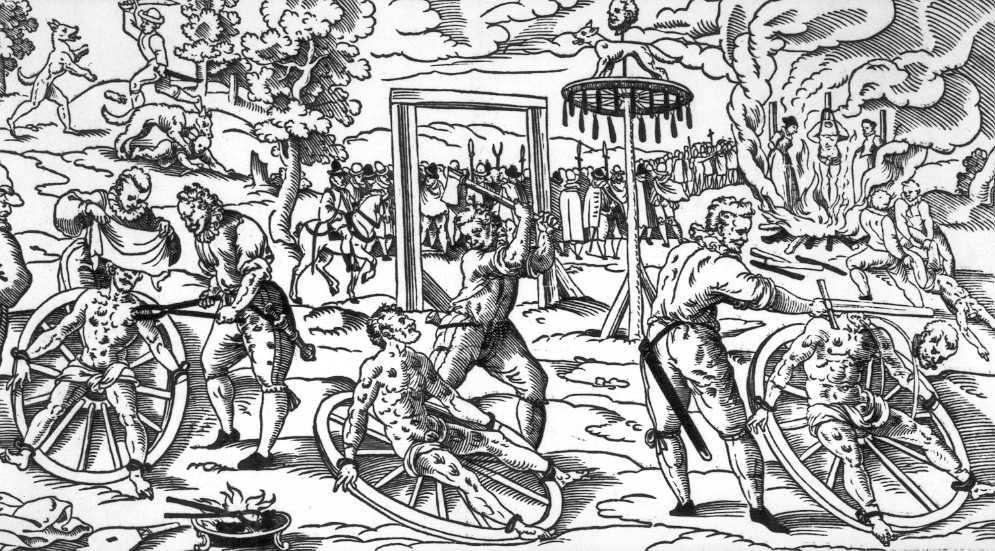
L'execució de Peter Stumpp a Cologne, 1589.